# مجلس الوزراء الكويتي 1985
مجلس الوزراء الكويتي 1985 أو الحكومة الكويتية الثانية عشر أو حكومة سعد العبد الله الثالثة هي الوزارة رقم 12 في تاريخ دولة الكويت منذ الاستقلال عام 1961، تشكّلت في تاريخ 3 مارس 1985، برئاسة ولي العهد الكويتي - آنذاك - الشيخ سعد العبد الله السالم الصباح، واستمرت حتى 7 مارس 1986.

## التشكيلة الوزارية
- رئيس الوزراء: سعد العبد الله السالم الصباح
- نائب رئيس مجلس الوزراء ووزير الخارجية: صباح الأحمد الجابر الصباح
- وزير المالية والاقتصاد: جاسم محمد الخرافي
- وزير التربية: حسن علي الإبراهيم
- وزير الأوقاف والشؤون الإسلامية: خالد الجسار
- وزير الدولة لشؤون مجلس الوزراء: راشد عبد العزيز الراشد
- وزير الدفاع: سالم صباح السالم الصباح
- وزير العدل والشؤون الإدارية والقانونية: سلمان الدعيج الصباح (استقالة) / سعود محمد العصيمي
- وزير الأشغال العامة ووزير الإسكان: عبد الرحمن إبراهيم الحوطي
- وزير الصحة ووزير التخطيط: عبد الرحمن محمد عبد الله العوضي
- وزير النفط والصناعة: علي الخليفة العذبي الصباح
- وزير المواصلات: عيسى محمد إبراهيم المزيدي
- وزير الكهرباء والماء: محمد عبد المحسن الرفاعي
- وزير الإعلام: ناصر المحمد الأحمد الصباح
- وزير الداخلية: نواف الأحمد الجابر الصباح
- وزير الشؤون الاجتماعية والعمل: يوسف محمد النصف